# Porvenir (álbum)
|}}
Porvenir es el primer álbum de estudio de la banda chilena de rock Kuervos del Sur, lanzado el 30 de septiembre de 2009. Con este álbum iniciaron su carrera, logrando una recepción positiva en la crítica. Durante su año de lanzamiento, el disco es recibido por los medios especializados de manera positiva, acumulando críticas favorables tanto por la composición musical como por las líricas, siendo calificado como “disco del año” por el periodista de Rockaxis, Felipe Kraljevich.

## Lista de canciones
| N.º | Título                 | Duración |  |
| 1.  | «Anciano Sol»          | 3:36     |  |
| 2.  | «Campesino»            | 4:31     |  |
| 3.  | «El hambre»            | 3:26     |  |
| 4.  | «Hasta poder respirar» | 4:32     |  |
| 5.  | «Kaverna»              | 2:58     |  |
| 6.  | «La cuenta»            | 3:46     |  |
| 7.  | «Luminoso»             | 4:09     |  |
| 8.  | «Mar del Sur»          | 6:14     |  |
| 9.  | «Mariposa peregrina»   | 4:32     |  |
| 10. | «Taku»                 | 4:46     |  |
| 12. | «Vendaval»             | 5:45     |  |

## Banda conformada por
- Jaime Sepúlveda: Voz
- Pedro Durán: Guitarras
- César Brevis: Bajo
- Jorge Ortíz: Charangos y vientos andinos
- Alekos Vuskovic: Teclados
- Gabriel Fierro: Batería

## Créditos
- Jaime Sepúlveda: Voz
- Pedro Durán: Guitarras
- César Brevis: Bajo
- Jorge Ortíz: Charangos y vientos andinos
- Alekos Vuskovic: Teclados
- Gabriel Fierro: Batería

Músicos invitados
- Diego Álvarez: solos de guitarra eléctrica en "Campesino", "Mariposa..." y "Vendaval"
- Pablo Diabuno: coros en "Hasta poder respirar", "Luminoso", "Taku" y "Vendaval"

Producción
- Grabado en Estudios Pulsar por Felipe Ortiz y Marcelo da Venezia
- Mezclado y producido por Marcelo da Venezia y Pedro Durán
- Masterizado en Estudios Fuzzible por Carlos González Nanjarí
- Xilografías por Miguel Bolt Kalfón y Kaco González
- Diagramación y diseño por Verónica Moreno
- Todos los temas escritos por Jaime Sepúlveda y/o Pedro Durán